# اندرو هایندز
اندرو هایندز (انگلیسی: Andrew Hindes؛ زاده ۱ مه ۱۹۵۸) نویسنده و روزنامه‌نگار اهل آمریکا است.